# Sparganothoides polymitariana
Sparganothoides polymitariana es una especie de lepidóptero del género Sparganothoides, tribu Sparganothini, familia Tortricidae. Fue descrita científicamente por Kruse & Powell en 2009.
La longitud de las alas anteriores es de unos 7,4 milímetros. Se distribuye por Costa Rica.